# 四海樓
32°44′11.3″N 129°52′11.3″E / 32.736472°N 129.869806°E

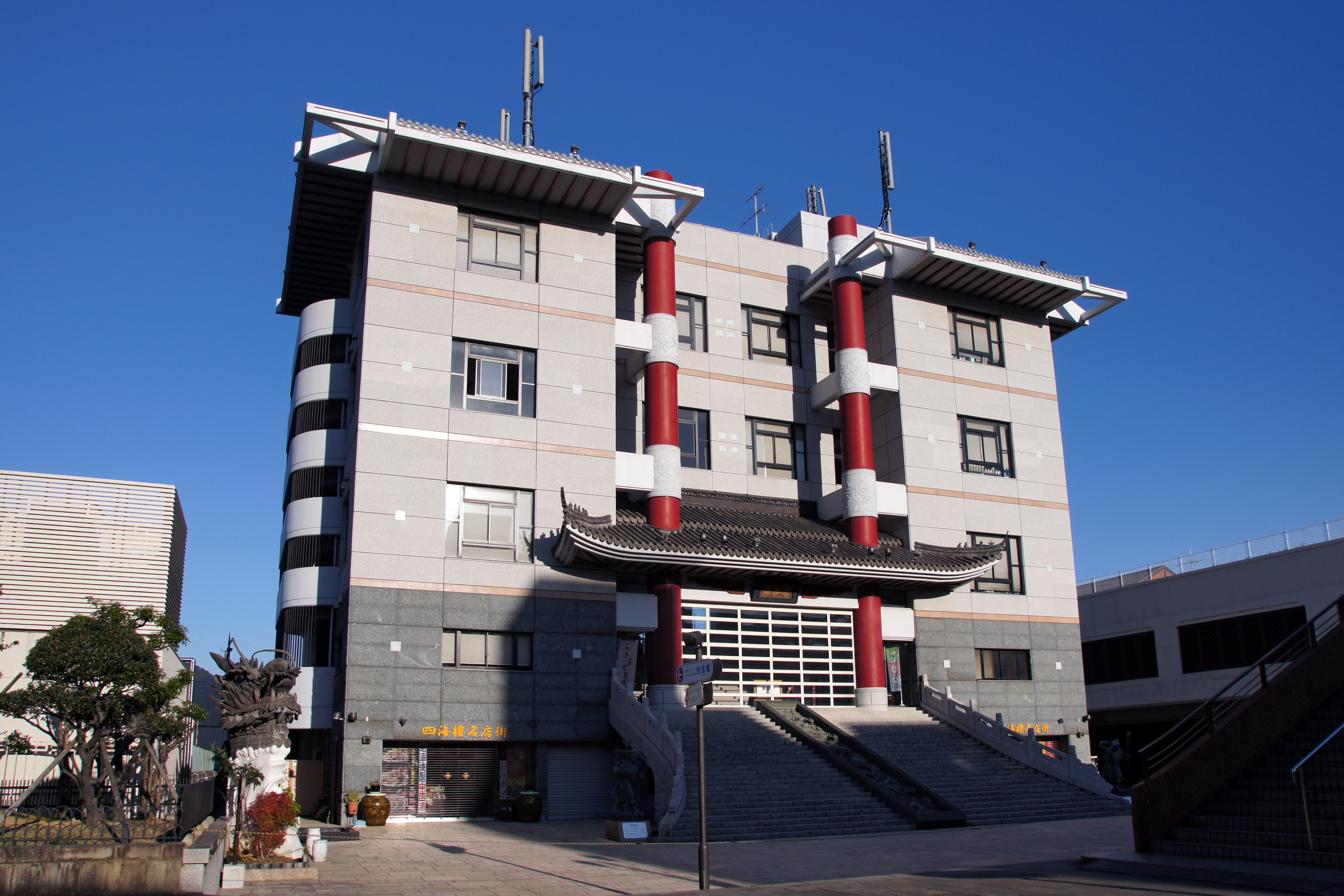
四海樓建築外觀

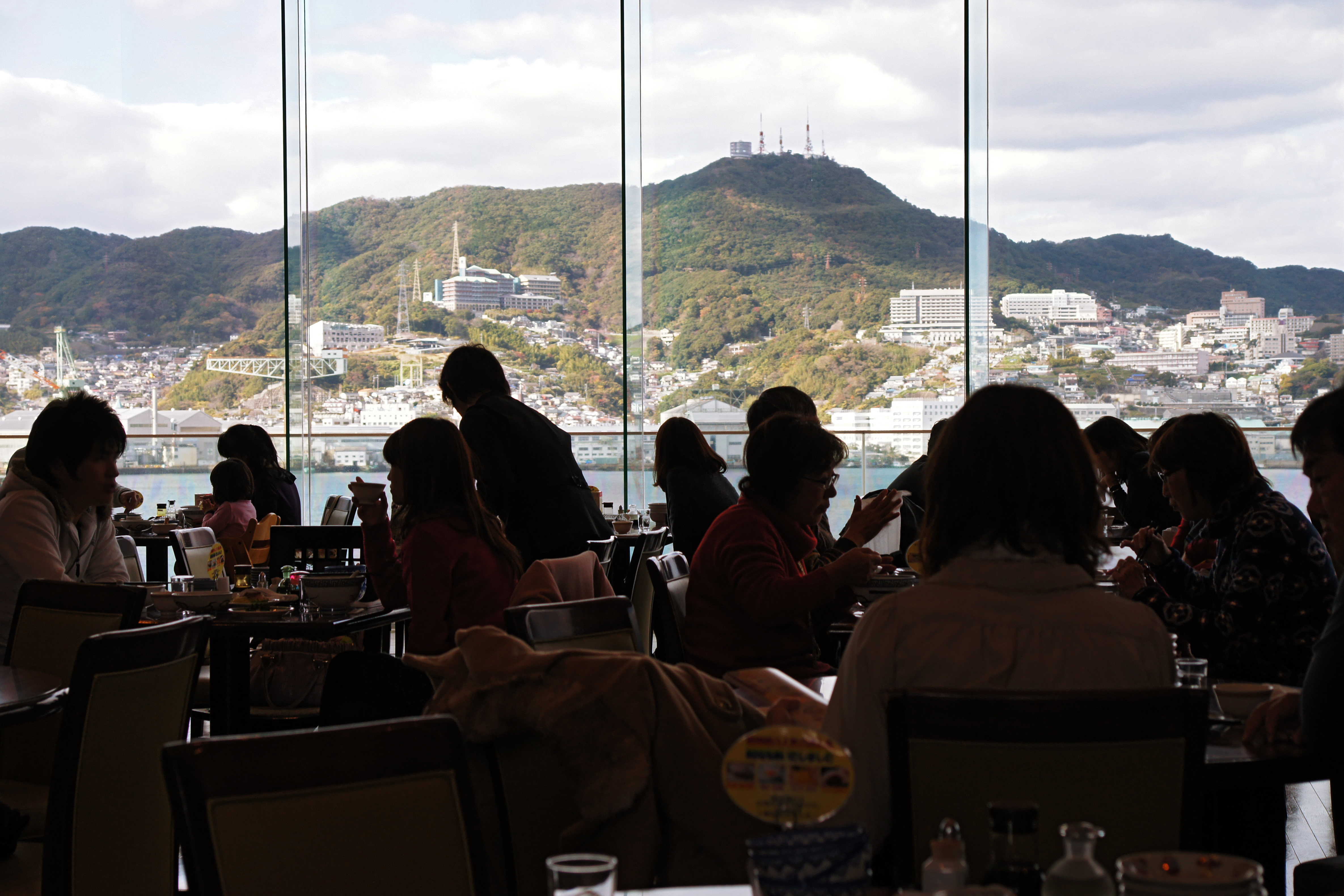
五樓餐廳及窗景

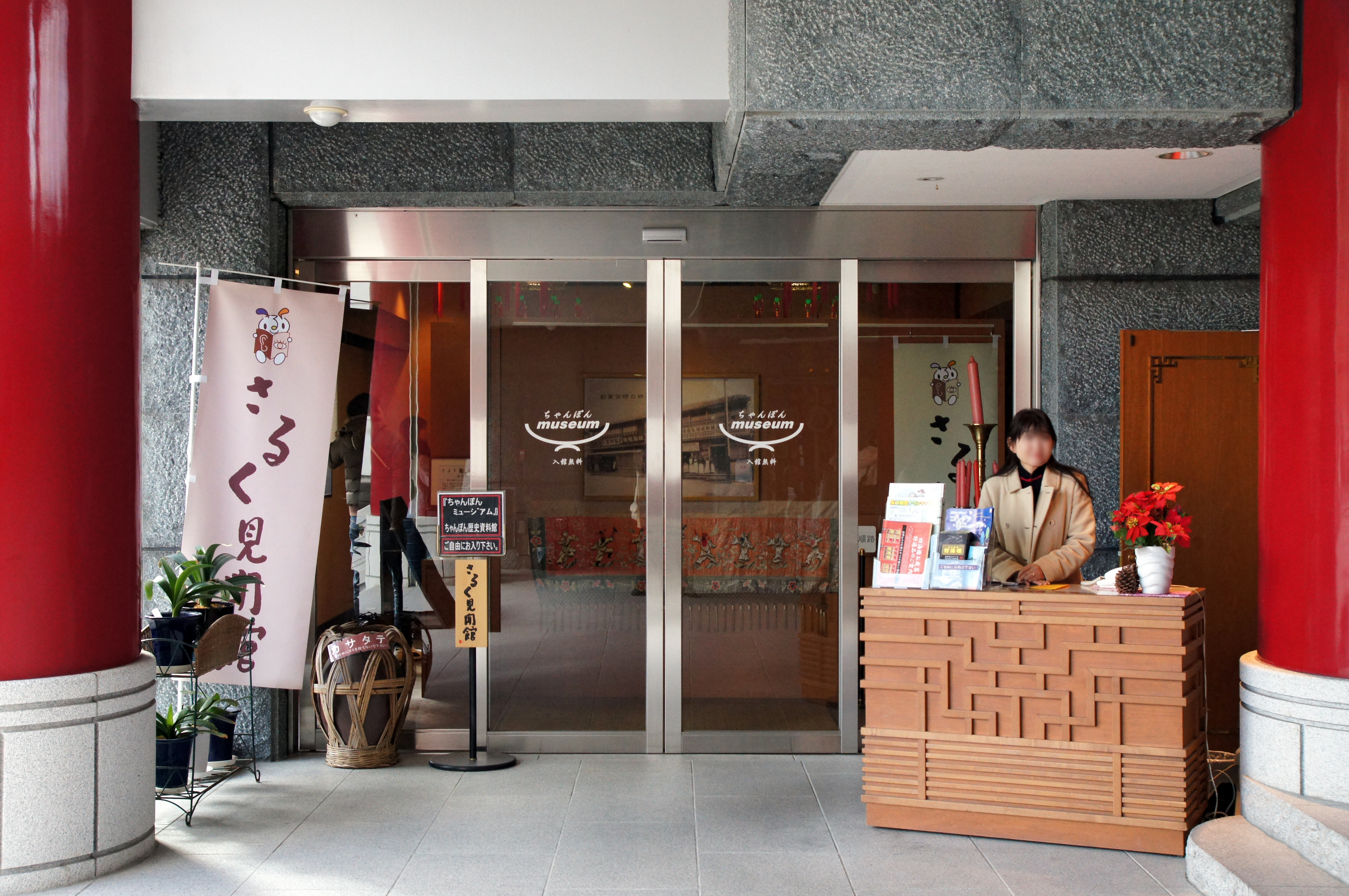
二樓的什錦麵博物館

四海樓為位於日本長崎縣長崎市松枝町地區的中華料理餐廳，亦是其公司名稱，為長崎地區特色菜什錦麵和皿烏龍麵的發源地。

## 历史
1899年來自中國（清朝）福建省的陳平順在新地中華街旁的籠町成立了「四海樓」，做為中華料理餐廳兼旅館。當時陳平順為了來自中國的留學生，以豬粗麵條及多樣配料製作了營養高、價格便宜的餐食什錦麵及皿烏龍麵，也成為本地的特色。
在明治時代後期到大正時代期間，曾一度經營咖啡廳，被本地人稱為｢上海俱樂部｣。1944年一度因為戰爭因素關閉，戰爭結束後，1951年再次於籠町原址開始營業。1973年11月14日因擴大規模，遷移至松枝町的現址至今。

## 什錦麵博物館
2000年在現在店面的二樓設立的「什錦麵博物館」，展示什錦麵的相關資料。

## 外部連結
- （日語） 中国料理【四海樓】（页面存档备份，存于）